# Asmate semiaurata
Asmate semiaurata là một loài bướm đêm trong họ Geometridae.